# Абстрагування
Абстрагува́ння (від лат. abstrahere — «відвертати») — це уявне нехтування неістотних і другорядних ознак предметів і явищ, зв'язків і відносин між ними, та виділення декількох досліджуваних сторін або декількох аспектів, що підлягають вивченню. Це мислиннєва операція, один з моментів пізнання, розумова операція в якій людина відкидає випадкове, несуттєве і прагне до пізнання необхідного, важливого, спільного, звичайного, що характеризує даний клас предметів.

## Загальний опис
В одних випадках абстраговані властивості й відношення пов'язуються або асоціюються з відомими класами об'єктів («натуральне число», «особистість», «рослина»), в інших випадках — уявляються ізольовано від тих предметів, з якими вони дійсно нерозривно пов'язані («краса», «корисність», «моральність»). Абстрагуваня це змістова операція, філософський і логічний метод «відвертання», що дає змогу переходити від конкретних предметів (елементів) до загальних понять і законів розвитку.
Походить із традиції античної філософії Платона, Аристотеля, й ін. Отримав розвиток у філософії «Просвітництва» Лока, Юма, Спінози, Лейбніца, Декарта. Як метод найбільш завершеного вигляду набув у німецькій філософії «ідеалізму» Гегеля та Шеллінга.
В українській загальнонауковій і філософській літературі можна зустріти у вигляді парних діалектичних висловлювань: «сходження від абстрактного до конкретного», або навпаки — «перехід від конкретного до абстрактного». Як мислений метод чи операцію сьогодні використовують скрізь у наукових дослідженнях, насамперед переходячи від прикладних досліджень до теоретичних висновків і навпаки.
Власне належить і розглядається у філософській галузі «Логіка і Методологія науки».

## У психології
Абстрагування у психології — процес мислення, в результаті якого людина, відходячи від несуттєвого, утворює поняття «від конкретного до абстрактного», при цьому абстрактне наповнюється конкретним змістом.

## У літературі
Абстрагуванням й узагальненням створено літературознавчі поняття, які фіксують зміст усіх (художня література) чи групи художніх творів (епос, лірика тощо), чи одного елемента (тема, сюжет, алітерація тощо).